# سوليك
سوليك هي قرية في مقاطعة أرومية، إيران. يقدر عدد سكانها بـ 257 نسمة بحسب إحصاء 2016.